# ديفيد سانتاماريا
ديفيد سانتاماريا (بالإنجليزية: David Santamaria)‏ هو لاعب كرة قدم أمريكي في مركز الهجوم، ولد في 15 ديسمبر 1990 في ميامي في الولايات المتحدة. لعب مع أتلانتا سيلفرباكس.